# Andrea Caroppo (político)
Andrea Caroppo (nascido em 26 de junho de 1979 em Minervino di Lecce ) é um político italiano eleito membro do Parlamento Europeu em 2019.